# Cerceis ovata
Cerceis ovata är en kräftdjursart som beskrevs av Baker 1926. Cerceis ovata ingår i släktet Cerceis och familjen klotkräftor. Inga underarter finns listade i Catalogue of Life.